# Иоанн XV
Иоанн XV (лат. Ioannes PP. XIV; в миру Джованни ди Галлина Альба итал. Giovanni di Gallina Alba или Иоанн Галлина Альба, лат. Ioannes Gallina Alba умер 1 апреля 996, Рим) — папа римский с августа 985 года по 1 апреля 996 года.

## Биография

### Ранние годы
Иоанн XV родился в городе Риме. Он был сыном Льва, римского пресвитера. После избрания Иоанн столкнулся с противодействием амбициозного консула Рима Кресцентия, но присутствие императрицы Феофано, регентши при малолетнем императоре Священной Римской империи Оттоне III в Риме в 989—991 годах сдерживало римскую знать. Однако после отъезда императорской семьи Кресцентий захватил резиденцию папы — замок Святого Ангела, — и папа бежал в Тоскану, откуда просил помощи у немецкого императора. Приверженцы Кресцентия, опасаясь немецкого нашествия, убедили Иоанна вернуться в Рим.
Коррумпированность и кумовство папы сделали его очень непопулярным среди граждан Рима, но, к его чести, он был покровителем и защитником монахов Клюни.

### Французские споры
Самым значительным событием в его правлении был его спор с Гуго Капетом по поводу замещения архиепископской кафедры в Реймсе. В 991 году архиепископ Арнульф был низложен, и по поводу замещения этой должности разгорелся первый серьёзный конфликт между папой и королями Франции, вылившийся впоследствии в борьбу за инвеституру. Иоанн отрешил назначенного королём Герберта д’Орильяка (будущего папу Римского Сильвестра II) и, хотя Герберт подчинился папскому решению, Гуго до самой своей смерти держал в тюрьме папского кандидата на реймсскую кафедру. После смерти Гуго в 996 году Арнульф был выпущен из заключения и вскоре восстановлен в должности, а Герберт отправился к императорскому двору в Магдебург и стал наставником императора Оттона III.

### Церковные дела
При Иоанне XV была произведена первая в истории Римско-католической церкви канонизация, совершённая папами римскими: в 993 году на соборе в Латеране к лику святых был причислен Ульрих Аугсбургский.
Считается, что именно папа Иоанн XV начал отношения Святого Престола и России, когда отправил первых послов на Новгородскую Русь, где в 988 году их принял великий князь Киевский Владимир.
В 996 году Оттон III предпринял поездку в Италию, чтобы получить императорскую корону из рук папы, но Иоанн XV умер от лихорадки в начале апреля 996 года, в то время как Оттон III задержался в Павии до 12 апреля, чтобы праздновать Пасху. Император возвёл на папский престол своего родственника Бруно под именем Григория V.